# Rachel Khoo
Rachel Khoo (n. 28 august 1980, Greater London, Anglia, Regatul Unit) 
este o bucătăreasă, scriitoare și radiodifuzoare englezească, cu propria ei serie de gătit difuzată pe BBC. De asemenea, este fondatoare și redactor-șef a revistei online a stilului de viață Khoollect.